# فلاديمير دودينتسيف
فلاديمير ديميترييفيتش دودينتسيف (بالروسية: Влади́мир Дми́триевич Дуди́нцев)‏ (29 يوليو 1918 - 23 يوليو 1998) كاتب سوفيتي اشتهر بروايته ليس بالخبز وحده المنشورة في عام 1956، التي نُشرت في الفترة المعروفة باسم "ذوبان خروتشيف".
التحق دودينتسيف بكلية الحقوق في موسكو وشارك في الحرب العالمية الثانية. وبعد الحرب أصبح مراسلًا صحفياً وكاتبًا.
كتب رواية ليس بالخبز وحده، قصة مهندس اخترع آلة ثورية لصب الأنانيب، توفر الكثير من الجهد والوقت، لكن يرفض البيروقراطيون الموافقة عليها، ويوافقون على آلة أخرى. أثارت الرواية حماسة جامحة بين سكان الاتحاد السوفيتي. فسخطت عليه السلطات السوفيتية، وعانى دودينتسيف سنوات من الفقر، ولم يكن قادرًا إلا على نشر أعمال هامشية.
وفي عام 1987 ومع تفاهم تدهور الأحوال في الاتحاد السوفيتي، نشر دودينتسيف رواية «الأثواب البيضاء» والتي حصل عليها جائزة الدولة في العام التالي.

## حياته
ولد دودينتسيف في كوبيانسك (وتقع حاليا في خاركيف أوبلاست في أوكرانيا). كان والده من طبقة النبلاء، وخدم كضابط في حركة الحركة البيضاء، وأعدمه البلاشفة. على الرغم من ذلك، تم قبول دودينتسيف في معهد موسكو للقانون.
في الحرب العالمية الثانية، ترقى إلى رتبة قائد سرية. أصيب بالقرب من لينينغراد، وتم تسريحه وقضى ما تبقى من الحرب في مكتب المدعي العسكري. بعد الحرب، عمل في صحيفة «كومسومولسكايا برافدا».

## عمله الأدبي
كتب دودينتسيف مجموعة قصص قصيرة بعنوان بين سبعة بوغاتير، نشره عام 1953. يتضمن قصصا بطولية عن فريق المتفجرات، حيث قاموا بتفجير سفوح الجبال لإنشاء خط سكة حديد جديد.
أثناء رحلة سفر سمع قصة عن قصة مهندس اخترع آلة ثورية لصب الأنانيب، توفر الكثير من الجهد والوقت، لكن يرفض البيروقراطيون الموافقة عليها، ويوافقون على آلة أخرى، بحجة أن هذا الاكتشاف كان مخالفًا للعقيدة السوفيتية. أصبح هذا أساس رواية ليس بالخبز وحده  ومع ذلك، واجه صعوبة كبيرة في العثور على ناشر على استعداد لطباعة الرواية، وظلت المخطوطة حبيسة الأدراج، حتى ألقى السكرتير الأول للحزب الشيوعي نيكيتا خروتشوف خطابه الشهير في فبراير 1956، مهاجمًا الستالينية.
في الفترة التي تلت ذلك، تمكن دودينتسيف من إقناع دار نشر «نوفي مير» بطباعة العمل. ومع ذلك، اتهم خروتشوف دودينتسيف بأنه «يشعر بسعادة خبيثة في وصف الجوانب السلبية للحياة السوفيتية».
شعر دودينتسيف بالفزع من استخدام بعض الدول الأجنبية روايته كدعاية سياسية ضد الاتحاد السوفيتي. تعرض دودينتسيف لهجوم مرير في اجتماع لاتحاد الكتاب، وأغمي عليه أثناء الاجتماع.
بعد الهجمات، تجنبه معظم الناس. تمكن من نشر مجموعتين قصصيتين في عامي 1959 و 1963، وفي عام 1960 نشر عملًا من أعمال الخيال العلمي بعنوان «قصة خيالية للعام الجديد».
في عام 1987، بعد بداية البيريسترويكا، نشر رواية «الأثواب البيضاء»، وهي نسخة خيالية من الدمار الذي ألحقه تروفيم ليسينكو بالدراسة الجينية السوفيتية، وحصل على جائزة الدولة من اتحاد الجمهوريات الاشتراكية السوفيتية في العام التالي. توفي عام 1998.

## الترجمات الإنجليزية
- ليس بالخبز وحده، داتون، 1957.
- حكاية خيالية للعام الجديد، داتون، 1960.
- الأثواب البيضاء، هاتشينسون، لندن.